# 何其傥
何其傥 (英語：Chi-Tang Ho, 1944年—)是一位美国华人食品化学家。

## 生平
1968年毕业于国立台湾大学，1974年毕业于圣路易斯华盛顿大学，在罗格斯大学担任两年博士后担任该校食品科学系助理教授。1983年升格为副教授，1987年升格为一级教授，1993年成为二级教授。发表过超过360多篇论文和科学文章。他还是江南大学荣誉教授和國立臺灣大學食品科技研究所特聘讲座教授。